# Les Trois-Îlets
Les Trois-Îlets – miasto na Martynice (departament zamorski Francji), na południowym wybrzeżu zatoki Fort-de-France. Według danych szacunkowych na rok 2008 liczy 5 897 mieszkańców. Miasto ma regularne połączenia promowe z Fort-de-France. Transport z centrum do położonego w zachodniej części miasta ośrodka turystycznego Pointe du Bout zapewniają również taksówki zbiorowe.
Na oddalonej o ok. 2 km na południe od miasta plantacji trzciny cukrowej urodziła się w 1763 roku Joséphine de Beauharnais, późniejsza żona Napoleona i cesarzowa Francji. Współcześnie działa tam niewielkie  muzeum poświęcone jej życiu. W samym mieście zachował się kościół, w którym ochrzczono cesarzową. 
Okolice Trois-Îlets do dziś pozostają zagłębiem uprawy trzciny cukrowej. W dawnej rafinerii cukru Maison de la Canne pośród pól uprawnych na obrzeżach miasta otwarto muzeum. Wśród eksponatów zobaczyć można m.in. Code Noir (Czarny Kodeks), normujący relacje między pracującymi na plantacjach niewolnikami a ich właścicielami.